# Phụng Hiệp (huyện)
Phụng Hiệp là một huyện cũ thuộc tỉnh Hậu Giang cũ, Việt Nam.

## Địa lý
Huyện Phụng Hiệp nằm ở phía đông của tỉnh Hậu Giang, nằm cách thành phố Vị Thanh khoảng 37 km về phía Đông, cách trung tâm thành phố Cần Thơ khoảng 36 km về phía Nam, có vị trí địa lý: 
- Phía đông giáp thành phố Ngã Bảy, huyện Châu Thành (cũ) và huyện Kế Sách (cũ), tỉnh Sóc Trăng (cũ)
- Phía tây giáp thị xã Long Mỹ (cũ) và huyện Vị Thủy (cũ)
- Phía nam giáp huyện Mỹ Tú (cũ) và huyện Châu Thành (cũ), tỉnh Sóc Trăng (cũ)
- Phía bắc giáp huyện Châu Thành A (cũ).

### Địa hình, địa mạo
Địa hình của huyện nhìn chung khá bằng phẳng, cao độ có xu thế thấp dần theo hướng từ Bắc xuống Nam, từ Đông và Tây thì thấp dần vào giữa huyện, đã tạo thành các khu vực có địa hình cao thấp khác nhau: vùng gò đồi có cao trình trên 1,2m (Hòa An), vùng ven Quốc lộ 61 cao trình biến đổi từ 0,9–1,2m, vùng trung tâm huyện từ 0,6–0,9m, vùng Quốc lộ 1 và Khu Bảo tồn thiên nhiên Lung Ngọc Hoàng dưới 0,6m.

### Khí hậu, thời tiết
Phụng Hiệp nói riêng và Hậu Giang nói chung nằm trong vùng khí hậu nhiệt đới gió mùa mang đặc trưng của vùng Tây Nam Bộ với nền nhiệt cao và ổn định, các chế độ quang năng, vũ lượng, gió, bốc hơi, ẩm độ không khí,... phân hóa thành hai mùa rõ rệt, với những đặc trưng sau:
Nhiệt độ không khí
- Nhiệt độ không khí trung bình cả năm 27,7 °C, mức chênh lệch giữa các tháng trong năm không lớn (khoảng 2,5–4 °C), nhưng mức chênh lệch trong ngày khá lớn, trong các tháng mùa khô dao động từ 24 – 35 °C và trong các tháng mùa mưa dao động từ 22–32 °C.
- Tổng tích ôn lớn (9.750 °C–9.850 °C/năm), thời gian chiếu sáng bình quân năm lớn (2.507,4 giờ/năm), nhưng phân bố không đều, trong đó các tháng mùa khô có thời gian chiếu sáng từ 250–275 giờ/tháng và các tháng trong mùa mưa có thời gian chiếu sáng khoảng 170–180 giờ/tháng.

Chế độ mưa
Chế độ mưa phân bố theo mùa rõ rệt, trong đó mùa mưa bắt đầu từ tháng 5 và chấm dứt vào cuối tháng 11 dương lịch, với lượng mưa chiếm 90% tổng lượng mưa cả năm; mùa khô từ tháng 12 đến tháng 4 năm sau. Lượng mưa trung bình năm khá lớn, khoảng 1.800–1.900 mm, số ngày mưa trung bình 189 ngày/năm. Đặc điểm đáng chú ý là trong mùa mưa, do lượng mưa tập trung lớn cộng với nước lũ sông Mekong tràn về (tháng 8 và 10) không kịp tiêu thoát đã gây ra ngập úng trên phạm vi lớn. Trong những năm gần đây, do tình hình biến đổi khí hậu đã có hiện tượng lũ lụt nặng ở một số khu vực trên địa bàn huyện (Hòa Mỹ, Phương Bình, Phương Phú), gây thiệt hại không nhỏ đến sản xuất, ảnh hưởng các công trình xây dựng và đời sống nhân dân.
Độ ẩm không khí
- Độ ẩm không khí trung bình của các tháng trong năm 82,4%, cao nhất 94%, thấp nhất 62,2%, chênh lệch độ ẩm giữa các tháng không lớn.
- Lượng bốc hơi bình quân 644 mm, bằng 25–30% lượng mưa, các tháng mùa khô lượng bốc hơi trên 50 mm, tháng có lượng bốc hơi nhỏ nhất là tháng 11 dương lịch.

Chế độ gió
Tốc độ gió trung bình trong năm 3,5 m/s với 3 hướng gió thịnh hành, bao gồm:
- Từ tháng 11–12: gió Đông – Bắc gây khô và mát.
- Từ tháng 2–6: gió Đông – Nam gây khô và nóng, nhiệt độ không khí tăng, độ ẩm giảm
- Từ tháng 6–11: gió Tây – Nam thổi từ biển vào mang nhiều hơi nước nên mưa nhiều trong thời gian này.[4]

### Thủy văn
Chế độ thủy văn
- Hệ thống kênh rạch huyện Phụng Hiệp chịu tác động mạnh bởi chế độ thủy triều biển Đông và biển Tây, chế độ dòng chảy chính của sông rạch, chế độ mưa tại chỗ và địa hình.
- Thủy triều biển Đông: Là chế độ bán nhật triều với 2 kỳ triều cường (1 và 15 âm lịch) và 2 kỳ triều kém (7 và 23 âm lịch) trong mỗi tháng, thời gian mỗi kỳ kéo dài 2-3 ngày, đồng thời có 2 đỉnh và 2 chân trong mỗi ngày. Triều biển Đông theo sông Hậu và kênh rạch tác động vào địa bàn khá mạnh ở khu vực ven sông và kênh chính, yếu dần khi vào sâu nội đồng (5–10 km), biên độ triều chênh lệch khá lớn, có tác dụng tốt cho việc tưới tiêu, nhất là với các xã phía Bắc huyện.
- Thủy triều biển Tây: Là chế độ nhật triều có pha bán nhật triều nhưng không rõ nét. Triều biển Tây theo hệ thống sông Cái Lớn tác động vào khu vực phía Tây Nam của Phụng Hiệp, do biên độ triều nhỏ (tại trạm Vị Thanh 25–68 cm), nên tiêu thoát nước chậm.
- Dưới tác động của triều biển Đông và triều biển Tây, khu vực giữa huyện (phía Nam kênh Lái Hiếu và phía bắc kênh Nàng Mau) nằm trong vùng giáp nước nên khả năng tiêu thoát nước của khu vực này khó khăn, đặc biệt là các tháng mưa lũ.

Độ sâu ngập và thời gian ngập
So với các tỉnh khác thuộc Đồng bằng sông Cửu Long, lũ ở Phụng Hiệp thường đến chậm, thông thường từ tháng 8 đến tháng 10 lũ từ sông Hậu theo các kênh chính đổ vào Phụng Hiệp rồi tiêu thoát theo hướng biển Tây.

### Tài nguyên đất
Huyện có 3 nhóm đất, được phân thành 6 loại đất sau:
- Nhóm đất phù sa: Diện tích 13.837,59 ha chiếm 28,56% diện tích tự nhiên toàn huyện, phân bố rải rác ở tất cả các xã, trên địa hình cao đến trung bình. Đây là nhóm đất tốt nhất trong các nhóm đất có trên địa bàn huyện, trong đó được phân thành 2 loại đất sau:
  - Đất phù sa gley: diện tích 11.613,69 ha chiếm 23,97% diện tích tự nhiên.
  - Đất phù sa có tầng loang lổ đỏ vàng: diện tích 2.223,90 ha chiếm 4,59% diện tích tự nhiên.
- Nhóm đất phèn: Diện tích 27.999,80 ha, chiếm 57,79% diện tích tự nhiên toàn huyện. Nhóm đất này khá giàu dinh dưỡng và chất hữu cơ, nhưng bị hạn chế bởi độc tố phèn ở các mức độ khác nhau và được chia thành 3 loại đất sau:
  - Đất phèn tiềm tàng sâu: diện tích 2.756,86 ha chiếm 5,69% diện tích tự nhiên.
  - Đất phèn hoạt động nông: diện tích 7.083,53 ha chiếm 14,62% diện tích tự nhiên
  - Đất phèn hoạt động sâu: diện tích 18.164,26 ha chiếm 37,49% diện tích tự nhiên.
- Nhóm đất nhân tác (đất phi nông nghiệp): Diện tích 4.074,72 ha (chiếm 8,41% diện tích tự nhiên).[4]

### Tài nguyên nước
Nguồn nước mặt: Nước dùng trong sản xuất và sinh hoạt ở Phụng Hiệp hiện nay chủ yếu là nước mặt. Tài nguyên nước mặt của huyện khá dồi dào, được cung cấp từ hai nguồn chính là nước mưa tại chỗ và nước sông Mê Kông qua nhánh sông Hậu.
Nguồn nước ngầm: Theo tài liệu công bố của Liên đoàn VIII Địa chất Thủy văn và Xí nghiệp Khai thác Nước ngầm số 5 cho thấy nước ngầm ở Hậu Giang nói chung và Phụng Hiệp nói riêng có 4 tầng: Holoxen, Pleistoxen, Plioxen và Mioxen.

### Tài nguyên rừng
Hiện tại đất lâm nghiệp phân bố chủ yếu ở khu vực trũng phèn và ngập nước tại phía Tây của huyện, thuộc địa giới của xã Phương Bình, Hiệp Hưng và Tân Phước Hưng, gồm đất rừng của Khu bảo tồn thiên nhiên Lung Ngọc Hoàng và Trung tâm nông nghiệp Mùa Xuân.
Theo thống kê của ngành Tài nguyên và Môi trường, diện tích đất lâm nghiệp toàn huyện 3.234,56 ha, trong đó: đất rừng sản xuất 485,21 ha (Trung tâm nông nghiệp Mùa Xuân), đất rừng đặc dụng 2.749,35 ha (Khu Bảo tồn thiên nhiên Lung Ngọc Hoàng).
Theo Quyết định số 121/QĐ-UBND ngày 22 tháng 1 năm 2021 của UBND tỉnh Hậu Giang về việc công bố hiện trạng rừng tỉnh Hậu Giang năm 2021, diện tích rừng đặc dụng quy hoạch cho lâm nghiệp 2.805 ha (Khu Bảo tồn Lung Ngọc Hoàng), đất rừng sản xuất 1.222,06 ha (Trung tâm nông nghiệp Mùa Xuân). Diện tích có rừng của huyện Phụng Hiệp 2.813,25 ha, đất rừng đặc dụng 1.482,7 ha, rừng sản xuất 1.330,55 ha, tỷ lệ che phủ rừng đạt 4,75% (cao nhất tỉnh).

## Hành chính
Huyện Phụng Hiệp có 15 đơn vị hành chính cấp xã trực thuộc, bao gồm 3 thị trấn: Cây Dương (huyện lỵ), Búng Tàu, Kinh Cùng và 12 xã: Bình Thành, Hiệp Hưng, Hòa An, Hòa Mỹ, Long Thạnh, Phụng Hiệp, Phương Bình, Phương Phú, Tân Bình, Tân Long, Tân Phước Hưng, Thạnh Hòa với 128 ấp.
| TT. Kinh Cùng TT. Cây Dương TT. Búng Tàu Xã Tân Bình Xã Bình Thành Xã Thạnh Hòa Xã Long Thạnh Xã Tân Long Xã Phụng Hiệp Xã Hiệp Hưng Xã Tân Phước Hưng Xã Phương Phú Xã Phương Bình Xã Hòa An Xã Hòa Mỹ Huyện Châu Thành A Huyện Châu Thành Thành phố Ngã Bảy Tỉnh Sóc Trăng Huyện Long Mỹ Huyện Vị Thủy Bản đồ hành chính huyện Phụng Hiệp, tỉnh Hậu Giang |

## Lịch sử
Ban đầu, địa danh Phụng Hiệp chỉ là tên một làng thuộc tổng Định Phước, tỉnh Cần Thơ. Sau này, thực dân Pháp thành lập quận và đặt tên là quận Phụng Hiệp do lấy theo tên gọi làng Phụng Hiệp vốn là nơi đặt quận lỵ.
Năm 1917, thực dân Pháp thành lập quận Phụng Hiệp thuộc tỉnh Cần Thơ. Quận lỵ đặt tại làng Phụng Hiệp. Quận Phụng Hiệp gồm 3 tổng, 21 làng:
- Tổng Định An có 6 làng: Đông Phú, Hậu Thạnh, Long Hưng, Phú Hữu, Phú Mỹ Đông, Phú Thứ.
- Tổng Định Hòa có 8 làng: Hòa Mỹ, Mỹ Phước, Tân Bình, Tân Hưng, Tân Lập, Thạnh Hưng, Thạnh Xuân, Trung Hưng.
- Tổng Định Phước có 7 làng: Đông Sơn, Long Mỹ, Như Lăng, Phụng Hiệp, Song Mỹ, Thượng Phước, Trường Thạnh Sơn.

Sau này chính quyền thực dân Pháp tiến hành một nhất một số làng và lấy tên làng mới như:
- Thành lập làng Tân Phước Hưng trên cơ sở hợp nhất 3 làng: Tân Lập, Mỹ Phước, Tân Hưng.
- Thành lập làng Long Thạnh trên cơ sở hợp nhất làng Long Mỹ và làng Trường Thạnh Sơn.
- Thành lập làng Đông Phước trên cơ sở hợp nhất 3 làng: Đông Sơn, Như Lăng, Thường Phước.
- Thành lập làng Thạnh Mỹ Hưng trên cơ sở 3 làng: Hậu Thạnh, Phú Mỹ Đông và Long Hưng thuộc địa phận cù lao Mây (sau này làng này cũng như cù lao Mây được giao về cho quận Trà Ôn lúc bấy giờ thuộc tỉnh Cần Thơ quản lý (ngày nay cù lao Mây thuộc huyện Trà Ôn, tỉnh Vĩnh Long).

Ngày 31 tháng 12 năm 1943, thay đổi địa giới hành chính của quận Phụng Hiệp. Theo đó, tổng Định Phước chỉ còn lại 3 làng: Hiệp Hưng, Phụng Hiệp, Tân Phước Hưng.
Sau Cách mạng tháng Tám năm 1945, Ủy ban Kháng chiến Hành chánh Nam bộ chủ trương bỏ cấp tổng, bỏ đơn vị làng, thống nhất gọi là xã, đồng thời bỏ danh xưng quận, gọi thay thế bằng huyện. Chính quyền Việt Nam Cộng hòa đến năm 1956 cũng thống nhất dùng danh xưng là xã, tuy nhiên vẫn gọi là quận cho đến năm 1975. Huyện Phụng Hiệp khi đó vẫn thuộc tỉnh Cần Thơ. Đồng thời, chính quyền Việt Minh cũng quyết định tách một phần đất đai xã Tân Phước Hưng giao về cho huyện Châu Thành, tỉnh Sóc Trăng quản lý.
Năm 1945, huyện Phụng Hiệp có 9 làng: Đông Sơn, Hiệp Hưng, Hòa Mỹ, Long Thạnh, Phú Hữu, Phụng Hiệp, Tân Bình, Tân Phước Hưng, Thạnh Xuân.
Năm 1946, chính quyền kháng chiến cũng quyết định giao 3 xã: Đông Phú, Phú Hữu, Phú Thứ thuộc huyện Phụng Hiệp cho huyện Châu Thành cùng thuộc tỉnh Cần Thơ quản lý.
Năm 1948, Ủy ban Hành chánh kháng chiến tỉnh Cần Thơ quyết định tách đất xã Phụng Hiệp để thành lập mới xã Đại Thành.
Năm 1954, chính quyền Việt Minh lại giải thể xã Đại Thành và sáp nhập trở lại vào xã Phụng Hiệp.
Giữa năm 1951, sáp nhập các xã: Đông Phú, Phú Hữu, Phú Thứ, Thạnh An, Thường Đông, Thường Phước, Thường Thạnh thuộc huyện Châu Thành vào huyện Phụng Hiệp quản lý cho đến năm 1954.
Năm 1954, đông đảo đồng bào miền Bắc, phần lớn là theo đạo Thiên chúa đã di cư vào miền Nam và đến làng Phụng Hiệp (sau năm 1956 gọi là xã Phụng Hiệp) lập nghiệp, sinh sống cho đến ngày nay. Đặc biệt, làng Phụng Hiệp cũng là nơi đặt trụ sở Ủy ban Liên hợp Đình chiến Nam bộ vào năm 1954.
Sau năm 1956, các làng gọi là xã.
Ngày 22 tháng 10 năm 1956, chính quyền Việt Nam Cộng hòa đổi tên tỉnh Cần Thơ thành tỉnh Phong Dinh. Quận Phụng Hiệp thuộc tỉnh Phong Dinh cho đến năm 1975.
Năm 1964, quận Phụng Hiệp có 2 tổng với 6 xã trực thuộc:
- Tổng Định Phước có 4 xã: Hiệp Hưng, Hòa Mỹ, Phụng Hiệp, Tân Phước Hưng.
- Tổng Định Hòa có 2 xã: Đông Phước, Long Thạnh.

Sau năm 1965, giải thế cấp tổng, các xã trực thuộc quận. Cho tới năm 1975, theo sự phân chia hành chính của chính quyền Việt Nam Cộng hòa, quận Phụng Hiệp gồm 6 xã: Đông Phước, Hiệp Hưng, Hòa Mỹ, Long Thạnh, Phụng Hiệp, Tân Phước Hưng. Quận lỵ đặt tại xã Phụng Hiệp. Địa bàn xã Phụng Hiệp khi đó gồm 13 ấp trực thuộc: Ba Ngàn, Đông An, Lái Hiếu, Láng Sen, Mang Cá, Mái Dầm, Mỹ Thạnh, Phó Đường, Sậy Nếu, Sóc Trăng, Sơn Phú, Xẻo Môn, Xẻo Vông.
Sau năm 1956, về phía chính quyền Mặt trận Dân tộc Giải phóng Miền Nam Việt Nam và sau này là Chính phủ Cách mạng lâm thời Cộng hòa Miền Nam Việt Nam, huyện Phụng Hiệp vẫn thuộc tỉnh Cần Thơ như cũ cho đến năm 1976.
Năm 1964, chính quyền Cách mạng tái lập xã Đại Thành trên cơ sở tách đất từ xã Phụng Hiệp như trước đó.
Năm 1966, bàn giao 3 xã: Hòa An, Phương Bình, Phương Phú của huyện Long Mỹ cho huyện Phụng Hiệp quản lý.
Năm 1967, sáp nhập các xã: Phương Phú, Phương Bình, Hòa An thuộc huyện Long Mỹ vào huyện Phụng Hiệp quản lý.
Năm 1969, chuyển xã Thạnh Xuân, Đông Phước (gồm xã Đông Sơn và Thường Phước nhập lại) thuộc huyện Phụng Hiệp về huyện Châu Thành quản lý.
Sau ngày 30 tháng 4 năm 1975, chính quyền quân quản Cộng hòa miền Nam Việt Nam của tỉnh Cần Thơ lúc bấy giờ vẫn đặt huyện Phụng Hiệp thuộc tỉnh Cần Thơ như trước. Huyện lỵ là thị trấn Phụng Hiệp, được thành lập trên cơ sở tách đất từ xã Phụng Hiệp. Lúc này, chính quyền Cách mạng cũng có sự điều chỉnh các xã thuộc quận Phụng Hiệp cũ của chính quyền Việt Nam Cộng hòa như sau:
- Giao xã Đông Phước trước đó thuộc huyện Phụng Hiệp về cho huyện Châu Thành quản lý.
- Giao các xã Thạnh Hòa, Tân Bình (thời Việt Nam Cộng hòa thuộc quận Thuận Nhơn) về cho huyện Phụng Hiệp quản lý. Đồng thời, tách một phần đất của xã Thạnh Hòa để thành lập xã Thạnh Xuân trực thuộc huyện Châu Thành, tỉnh Cần Thơ.
- Tách đất xã Phụng Hiệp để thành lập thị trấn Phụng Hiệp và xã Đại Thành.

Ngày 20 tháng 9 năm 1975, Bộ Chính trị ban hành Nghị quyết số 245-NQ/TW về việc hợp nhất tỉnh Cần Thơ (ngoại trừ huyện Thốt Nốt), tỉnh Sóc Trăng, tỉnh Trà Vinh, tỉnh Vĩnh Long thành một tỉnh, tên gọi tỉnh mới cùng với nơi đặt tỉnh lỵ sẽ do địa phương đề nghị lên.
Ngày 20 tháng 12 năm 1975, Bộ Chính trị ban hành Nghị quyết số 19/NQ về việc hợp nhất tỉnh Cần Thơ (bao gồm cả huyện Thốt Nốt của tỉnh Long Xuyên), tỉnh Sóc Trăng thành một tỉnh mới, tên gọi tỉnh mới cùng với nơi đặt tỉnh lỵ sẽ do địa phương đề nghị lên.
Ngày 24 tháng 2 năm 1976, Chính phủ Cách mạng lâm thời Cộng hòa miền Nam Việt Nam ban hành Nghị định số 3/NQ/1976 về việc hợp nhất tỉnh Cần Thơ, tỉnh Sóc Trăng và thành phố Cần Thơ thành một tỉnh mới, lấy tên là tỉnh Hậu Giang.
Ngày 24 tháng 3 năm 1976, Chính phủ Việt Nam ban hành Quyết định số 17/QĐ-76 về việc hợp nhất ba đơn vị hành chính cấp tỉnh ngang bằng nhau là tỉnh Cần Thơ, tỉnh Sóc Trăng và thành phố Cần Thơ thành một tỉnh mới, lấy tên là tỉnh Hậu Giang.
Huyện Phụng Hiệp thuộc tỉnh Hậu Giang có thị trấn Phụng Hiệp (huyện lỵ) và 11 xã: Đại Thành, Hiệp Hưng, Hòa An, Hòa Mỹ, Long Thạnh, Phụng Hiệp, Phương Bình, Phương Phú, Tân Bình, Tân Phước Hưng, Thạnh Hòa.
Ngày 21 tháng 4 năm 1979, Hội đồng Chính phủ ban hành Quyết định số 174-CP về việc:
- Chia xã Hòa An thành 3 xã: Hòa An, Hòa Lộc, Hòa Lợi.
- Chia xã Tân Bình thành 3 xã: Bình Chánh, Bình Thành, Tân Bình.
- Chia xã Hiệp Hưng thành xã Hiệp Hưng và xã Hưng Điền.

Huyện Phụng Hiệp có thị trấn Phụng Hiệp (huyện lỵ) và 16 xã: Bình Chánh, Bình Thành, Đại Thành, Hiệp Hưng, Hòa An, Hòa Lộc, Hòa Lợi, Hòa Mỹ, Hưng Điền, Long Thạnh, Phụng Hiệp, Phương Bình, Phương Phú, Tân Bình, Tân Phước Hưng, Thạnh Hòa.
Ngày 28 tháng 3 năm 1983, Hội đồng Bộ trưởng ban hành Quyết định số 21-HĐBT về việc:
- Chia xã Đại Thành thành xã Đại Thành và xã Tân Thành.
- Chia xã Hòa Mỹ thành 3 xã: Hòa Hiệp, Hòa Mỹ, Hòa Thuận.
- Chia xã Long Thạnh thành 3 xã: Long Thạnh, Tân Long, Thạnh Long.
- Chia xã Phụng Hiệp thành xã Hiệp Lợi và xã Phụng Hiệp.
- Chia xã Thạnh Hòa thành xã Tầm Vu và xã Thạnh Hòa.
- Thành lập xã Quyết Thắng gồm 720 hécta đất của xã Hiệp Hưng và 290 hécta đất của xã Hưng Điền cùng huyện.

Huyện Phụng Hiệp có thị trấn Phụng Hiệp (huyện lỵ) và 24 xã: Bình Chánh, Bình Thành, Đại Thành, Hiệp Hưng, Hiệp Lợi, Hòa An, Hòa Hiệp, Hòa Lộc, Hòa Lợi, Hòa Mỹ, Hòa Thuận, Hưng Điền, Long Thạnh, Phụng Hiệp, Phương Bình, Phương Phú, Quyết Thắng, Tầm Vu, Tân Bình, Tân Long, Tân Phước Hưng, Tân Thành, Thạnh Hòa, Thạnh Long.
Ngày 16 tháng 9 năm 1989, Hội đồng Bộ trưởng ban hành Quyết định số 128-HĐBT về việc:
- Sáp xã Bình Chánh vào xã Bình Thành.
- Sáp nhập xã Tân Thành vào xã Đại Thành.
- Sáp nhập xã Quyết Thắng vào xã Hiệp Hưng và xã Hưng Điền.
- * Sáp nhập xã Hòa Lộc và xã Hòa Lợi vào xã Hòa An.
- Sáp nhập xã Hòa Hiệp và xã Hòa Thuận vào xã Hòa Mỹ.
- Sáp nhập xã Hiệp Lợi vào xã Phụng Hiệp.
- Sáp nhập xã Thạnh Long vào Tân Long.
- Sáp nhập xã Tầm Vu vào xã Thạnh Hòa.

Huyện Phụng Hiệp có thị trấn Phụng Hiệp (huyện lỵ) và 14 xã: Bình Thành, Đại Thành, Hiệp Hưng, Hòa An, Hòa Mỹ, Hưng Điền, Long Thạnh, Phụng Hiệp, Phương Bình, Phương Phú, Tân Bình, Tân Long, Tân Phước Hưng, Thạnh Hòa.
Ngày 7 tháng 12 năm 1990, Ban Tổ chức – Cán bộ của Chính phủ ban hành Quyết định số 547/QĐ-TCCP về việc:
- Sáp nhập xã Tân Long vào xã Long Thạnh.
- Sáp nhập xã Bình Thành vào xã Tân Bình.
- Sáp nhập xã Hưng Điền vào xã Hiệp Hưng.

Huyện Phụng Hiệp có thị trấn Phụng Hiệp (huyện lỵ) và 11 xã: Đại Thành, Hiệp Hưng, Hòa An, Hòa Mỹ, Long Thạnh, Phụng Hiệp, Phương Bình, Phương Phú, Tân Bình, Tân Phước Hưng, Thạnh Hòa.
Ngày 26 tháng 12 năm 1991, Quốc hội ban hành Nghị quyết về việc chia tỉnh Hậu Giang thành tỉnh Cần Thơ và tỉnh Sóc Trăng. 
Huyện Phụng Hiệp thuộc tỉnh Cần Thơ có thị trấn Phụng Hiệp (huyện lỵ) và 11 xã: Đại Thành, Hiệp Hưng, Hòa An, Hòa Mỹ, Long Thạnh, Phụng Hiệp, Phương Bình, Phương Phú, Tân Bình, Tân Phước Hưng, Thạnh Hòa.
Ngày 24 tháng 8 năm 1999, Chính phủ ban hành Nghị định số 80/1999/NĐ-CP về việc thành lập xã Tân Long trên cơ sở 2.172 ha diện tích tự nhiên và 15.799 nhân khẩu của xã Long Thạnh.
Huyện Phụng Hiệp có thị trấn Phụng Hiệp (huyện lỵ) và 12 xã: Đại Thành, Hiệp Hưng, Hòa An, Hòa Mỹ, Long Thạnh, Phụng Hiệp, Phương Bình, Phương Phú, Tân Bình, Tân Long, Tân Phước Hưng, Thạnh Hòa.
Ngày 4 tháng 8 năm 2000, Chính phủ ban hành Nghị định số 28/2000/NĐ-CP về việc:
- Thành lập thị trấn Cây Dương trên cơ sở 1.512 ha diện tích tự nhiên và 7.981 nhân khẩu của xã Hiệp Hưng.
- Thành lập thị trấn Kinh Cùng trên cơ sở 1.300 ha diện tích tự nhiên và 10.288 nhân khẩu của xã Hoà An.

Huyện Phụng Hiệp có 3 thị trấn: Phụng Hiệp (huyện lỵ), Cây Dương, Kinh Cùng và 12 xã: Đại Thành, Hiệp Hưng, Hòa An, Hòa Mỹ, Long Thạnh, Phụng Hiệp, Phương Bình, Phương Phú, Tân Bình, Tân Long, Tân Phước Hưng, Thạnh Hòa.
Ngày 19 tháng 4 năm 2002, Chính phủ ban hành Nghị định số 47/2002/NĐ-CP về việc thành lập xã Bình Thành trên cơ sở 2.392,97 ha diện tích tự nhiên và 9.497 nhân khẩu của xã Tân Bình.
Huyện Phụng Hiệp có 3 thị trấn: Phụng Hiệp (huyện lỵ), Cây Dương, Kinh Cùng và 13 xã: Bình Thành, Đại Thành, Hiệp Hưng, Hòa An, Hòa Mỹ, Long Thạnh, Phụng Hiệp, Phương Bình, Phương Phú, Tân Bình, Tân Long, Tân Phước Hưng, Thạnh Hòa.
Ngày 12 tháng 5 năm 2003 của Chính phủ ban hành Nghị định số 48/2003/NĐ-CP về việc thành lập xã Tân Thành trên cơ sở 1.481,1 ha diện tích tự nhiên và 6.924 nhân khẩu của xã Đại Thành.
Huyện Phụng Hiệp có 3 thị trấn: Phụng Hiệp (huyện lỵ), Cây Dương, Kinh Cùng và 14 xã: Bình Thành, Đại Thành, Hiệp Hưng, Hòa An, Hòa Mỹ, Long Thạnh, Phụng Hiệp, Phương Bình, Phương Phú, Tân Bình, Tân Long, Tân Phước Hưng, Tân Thành, Thạnh Hòa.
Ngày 26 tháng 11 năm 2003, Quốc hội ban hành Nghị quyết số 22/2003/QH11 về việc chia tỉnh Cần Thơ thành thành phố Cần Thơ trực thuộc trung ương và tỉnh Hậu Giang.
Huyện Phụng Hiệp có 3 thị trấn: Phụng Hiệp (huyện lỵ), Cây Dương, Kinh Cùng và 14 xã: Bình Thành, Đại Thành, Hiệp Hưng, Hòa An, Hòa Mỹ, Long Thạnh, Phụng Hiệp, Phương Bình, Phương Phú, Tân Bình, Tân Long, Tân Phước Hưng, Tân Thành, Thạnh Hòa.
Ngày 24 tháng 1 năm 2005, Bộ Xây dựng ban hành Quyết định số 94/QĐ-BXD về việc công nhận thị trấn Phụng Hiệp là đô thị loại IV.
Huyện Phụng Hiệp có 3 thị trấn: Phụng Hiệp (huyện lỵ), Cây Dương, Kinh Cùng và 14 xã: Bình Thành, Đại Thành, Hiệp Hưng, Hòa An, Hòa Mỹ, Long Thạnh, Phụng Hiệp, Phương Bình, Phương Phú, Tân Bình, Tân Long, Tân Phước Hưng, Tân Thành, Thạnh Hòa.
Ngày 26 tháng 7 năm 2005, Chính phủ ban hành Nghị định 98/2005/NĐ-CP về việc thành lập thị xã Tân Hiệp thuộc tỉnh Hậu Giang trên cơ sở toàn bộ thị trấn Phụng Hiệp, xã Đại Thành, xã Tân Thành, 1.932,76 ha diện tích tự nhiên và 11.482 nhân khẩu của xã Phụng Hiệp, 220 ha diện tích tự nhiên và 1.170 nhân khẩu của xã Tân Phước Hưng thuộc huyện Phụng Hiệp.
Sau khi điều chỉnh địa giới hành chính, huyện Phụng Hiệp còn lại 48.481,05 ha diện tích tự nhiên và 205.460 người; có 14 đơn vị hành chính cấp xã trực thuộc, bao gồm 2 thị trấn: Cây Dương (huyện lỵ), Kinh Cùng và 12 xã: Bình Thành, Hiệp Hưng, Hòa An, Hòa Mỹ, Long Thạnh, Phụng Hiệp, Phương Bình, Phương Phú, Tân Bình, Tân Long, Tân Phước Hưng, Thạnh Hòa.
Ngày 24 tháng 1 năm 2011, Chính phủ ban hành Nghị quyết số 06/NQ-CP về việc thành lập thị trấn Búng Tàu trên cơ sở điều chỉnh 1.518,5 ha diện tích tự nhiên và 7.413 nhân khẩu của xã Tân Phước Hưng.
Huyện Phụng Hiệp có 48.555 ha diện tích tự nhiên và 210.089 nhân khẩu; có 15 đơn vị hành chính trực thuộc, bao gồm 3 thị trấn: Cây Dương (huyện lỵ), Búng Tàu, Kinh Cùng và 12 xã: Bình Thành, Hiệp Hưng, Hòa An, Hòa Mỹ, Long Thạnh, Phụng Hiệp, Phương Bình, Phương Phú, Tân Bình, Tân Long, Tân Phước Hưng, Thạnh Hòa.
Ngày 12 tháng 6 năm 2025, Quốc hội ban hành Nghị quyết số 202/2025/QH15 về việc sắp xếp đơn vị hành chính cấp tỉnh (nghị quyết có hiệu lực từ ngày 12 tháng 6 năm 2025). Theo đó, sáp nhập tỉnh Hậu Giang và tỉnh Sóc Trăng vào thành phố Cần Thơ.
Ngày 16 tháng 6 năm 2025, Quốc hội ban hành Nghị quyết số 203/2025/QH15 về việc Sửa đổi, bổ sung một số điều của Hiến pháp nước Cộng hòa xã hội chủ nghĩa Việt Nam. Theo đó, kết thúc hoạt động của đơn vị hành chính cấp huyện trong cả nước từ ngày 1 tháng 7 năm 2025.

## Kinh tế - xã hội
Tổng giá trị sản xuất (giá so sánh 2010) năm 2020 đạt 7.643 tỷ đồng. Trong đó, lĩnh vực nông – lâm – thủy sản 3.607 tỷ đồng, lĩnh vực công nghiệp – xây dựng 2.511 tỷ đồng, lĩnh vực thương mại – dịch vụ 1.525 tỷ đồng.
Tốc độ tăng trưởng giá trị sản xuất bình quân giai đoạn 2016–2020 đạt 3,12%/năm, trong đó: nông – lâm – thủy sản tăng 0,59%/năm, công nghiệp – xây dựng tăng 6,45%/năm, thương mại – dịch vụ 3,68%/năm.
Cơ cấu giá trị sản xuất chuyển dịch theo hướng giảm dần tỷ trọng ngành nông nghiệp, tăng tỷ trọng ngành công nghiệp – dịch vụ. Cụ thể: nông lâm nghiệp và thủy sản giảm từ 47,51% năm 2015 xuống còn 41,88% năm 2020, công nghiệp – xây dựng tăng mạnh từ 29,88% năm 2015 lên 34,94% năm 2020, thương mại – dịch vụ tăng từ 22,61% lên 23,18%.
Thu – chi ngân sách nhà nước:
- Tổng thu ngân sách nhà nước trên địa bàn: 933.463 triệu đồng, đạt 130,91% chỉ tiêu (trong đó thu nội địa: 78.736 triệu đồng, đạt 110,35% chỉ tiêu).
- Tổng chi ngân sách địa phương: 917.727 triệu đồng, đạt 129,19% chỉ tiêu.[4]

### Nông nghiệp
Giá trị sản xuất năm 2020 (giá hiện hành) đạt 4.905 tỷ đồng, tốc độ tăng giá trị sản xuất bình quân (giá so sánh 2010) đạt 0,59%/năm.
- Cây lúa: diện tích gieo trồng năm 2020 đạt 48.363,3 ha, đạt 101,6% kế hoạch, đã thu hoạch dứt điểm, năng suất 6,8 tấn/ha (tăng so với cùng kỳ năm trước 0,26 tấn/ha), sản lượng 328.674 tấn, đạt 105,2% kế hoạch, lợi nhuận bình quân từ 18 – 25 triệu đồng/ha.
- Diện tích mía năm 2020 có diện tích 4.898,37 ha, đạt 97,97% kế hoạch. Dự kiến đến cuối năm thu hoạch dứt điểm, ước năng suất 105 tấn/ha, sản lượng 514.328 tấn, đạt 102,87% kế hoạch.
- Cây lâu năm: với các cây trồng chủ lực là xoài, cam, quýt, dừa,... diện tích năm 2020 có diện tích 9.852ha, đạt 100,5% kế hoạch. Trong đó: Cây có múi là 5.107,8 ha, xoài 670,1, nhãn 141,7 ha, mít 429,8 ha, mãng cầu 318,7 ha, dừa 584,2 ha, khóm 45 ha và cây ăn trái khác 2.511,7 ha. Diện tích cho sản phẩm 7.005 ha, sản lượng 88.291 tấn, đạt 104%.
- Rau màu và rẫy dây các loại: Có diện tích 5.688ha, đạt 103% kế hoạch, chủ yếu được trồng xen với cây mía, cây ăn quả, góp phần tăng thêm thu nhập cho nông dân, sản lượng 78.000 tấn, đạt 109% kế hoạch.
- Chăn nuôi: Đàn trâu 86 con, đạt 43% kế hoạch; đàn bò 857 con, đạt 72,63% kế hoạch; đàn heo 26.458 con, đạt 132% kế hoạch; đàn gia cầm 784.858 con, đạt 104% kế hoạch. Tổng sản lượng thịt hơi xuất chuồng 10.172 tấn, đạt 122,5% kế hoạch.
- Nuôi trồng thủy sản có diện tích thả nuôi 4.806,39 ha, đạt 106,8% kế hoạch (Trong đó: cá ao thả nuôi 1.610,39 ha; cá ruộng thả nuôi 3.196 ha), sản lượng 28.800 tấn, đạt 106% kế hoạch. Có nhiều mô hình nuôi cá lóc, cá rô đồng, thát lát, các loại cá trắng trên ruộng lúa hiệu quả kinh tế cao.

Chương trình mục tiêu Quốc gia về xây dựng nông thôn mới được triển khai thực hiện hiệu quả, góp phần cải thiện bộ mặt nông thôn, nâng cao đời sống vật chất và tinh thần cho Nhân dân. Tổng nguồn vốn đầu tư trên 1.314 tỷ đồng, trong đó huy động từ các tổ chức, doanh nghiệp và Nhân dân đóng góp 119,5 tỷ đồng (chiếm tỷ lệ 9,09%). Toàn huyện có 6/12 xã đạt chuẩn nông thôn mới, chiếm tỷ lệ 50%, các xã còn lại đạt từ 10 – 17 tiêu chí.

### Công nghiệp – xây dựng
Tổng số cơ sở sản xuất công nghiệp trên địa bàn huyện là 925 cơ sở, trong đó: sản xuất chế biến thực phẩm 160 cơ sở, sản xuất đồ uống 286 cơ sở, chết biến gỗ và sản xuất sản phẩm từ gỗ 42 cơ sở, sản xuất giấy và sản phẩm từ giấy 19 cơ sở, sản xuất sản phẩm từ kinh loại đúc sẵn 138 cơ sở. Tổng giá trị sản xuất đạt 7.263 tỷ đồng, tăng bình quân giai đoạn 2016–2020 đạt 6,45%/năm. Cơ cấu các thành phần kinh tế công nghiệp, tiểu thủ công nghiệp tập trung đa số ở loại hình kinh tế ngoài nhà nước; kinh tế có vốn đầu tư nước ngoài chiếm tỷ lệ thấp. Thế mạnh công nghiệp, tiểu thủ công nghiệp của huyện tập trung ở các ngành nghề chế biến và chế tạo. Trong đó, ngành sản xuất chế biến thực phẩm chiếm tỷ trọng cao, trên 80% tổng giá trị sản xuất. Các cơ sở sản xuất công nghiệp, tiểu thủ công nghiệp có quy mô sản xuất tương đối đều, tập trung trên các tuyến quốc lộ, các tuyến kênh lớn để thuận lợi cho việc vận chuyển hàng hoá.
Một số cơ sở sản xuất chính trên địa bàn như:
- Công ty TNHH MTV chế biến nông sản Tiến Thịnh, nhà máy được đặt tại ấp Mỹ Phú, xã Tân Phước Hưng.
- Công ty TNHH Một thành viên Phân hữu cơ Ân Thịnh Điền, ấp Mỹ Phú, xã Tân Phước Hưng.
- Công ty Cổ phần thực phẩm Trí Thành, tại ấp Trường Khánh 2, xã Long Thạnh.[4]

### Dịch vụ
Giá trị sản xuất đạt năm 2020 đạt 2.184 tỷ đồng, tăng bình quân 3,68%/năm. Thu hút được một số nhà đầu tư xây dựng các Khu dân cư, Trung tâm thương mại trên địa bàn. Hoạt động hộ kinh doanh cá thể tiếp tục phát triển, với 1.359 hộ đăng ký kinh doanh, tổng vốn 174 tỷ đồng, nâng tổng số toàn huyện có 7.997 cơ sở kinh doanh.
Mạng lưới chợ nông thôn tiếp tục được nâng cấp, mở rộng, đáp ứng nhu cầu mua bán của người dân. Tổng mức bán lẻ và doanh thu dịch vụ tiêu dùng xã hội đạt 23.414 tỷ đồng, tăng bình quân 4,88%/năm. Trong giai đoạn qua đã xây dựng và phát triển được 14 chợ (trong đó, có 1 chợ hạng II và 13 chợ hạng III), 6 khu dân cư và trung tâm thương mại và 109 doanh nghiệp, hợp tác xã. Ngoài ra, có 2 cửa hàng bách hóa xanh, 2 cửa hàng điện máy xanh được đầu tư với quy mô tương đối lớn, cung cấp kênh bán hàng hiện đại và phục vụ nhu cầu ngày càng cao của người tiêu dung ở địa phương.

### Lao động
Năm 2020, tổng số lao động trong độ tuổi toàn huyện 122.959 người (chiếm 65,47% tổng dân số), trong đó đang làm việc trong các ngành kinh tế 114.352 người, chiếm 93,0% lao động trong độ tuổi. Cơ cấu lao động trong giai đoạn 2016 - 2020 chuyển đổi theo hướng tích cực, cụ thể: 
- Nông – lâm – ngư nghiệp giảm từ 55,68% năm 2016 xuống còn 51,9% năm 2020.
- Công nghiệp – tiểu thủ công nghiệp và xây dựng tăng từ 20,15% năm 2016 lên 21,87% năm 2020.
- Thương mai – dịch vụ tăng từ 24,17% năm 2016 lên 26,24% năm 2020.
- Tỷ lệ lao động được đào tạo trên tổng lao động đạt 31,76%, số lao động được giải quyết việc làm giai đoạn 2016–2020 đạt 14.723 lao động. Tỷ lệ lao động chưa qua đào tạo đang có xu hướng giảm, lao động có chuyên môn kỹ thuật có xu hướng tăng tuy nhiên chủ yếu có trình độ chuyên môn còn ở mức hạn chế.[4]

### Giáo dục
Toàn huyện hiện có 64 trường trực thuộc với 160 điểm học (Mẫu giáo 17 trường với 65 điểm học, tiểu học có 34 trường với 78 điểm học và THCS có 17 điểm học); tổng số có 1.039 phòng học (trong đó 400 phòng kiên cố, 592 phòng bán kiên cố, 47 phòng tiền chế) và 254 phòng quản trị, phòng phục vụ học tập. Ngoài ra, còn có 4 trường THPT (THPT Cây Dương, THPT Hòa An, THPT Lương Thế Vinh, THPT Tân Long) và 1 Trung tâm giáo dục nghề nghiệp – giáo dục thường xuyên.
Tổng số trường đạt chuẩn quốc gia là 51/64 trường, đạt tỷ lệ 79,68%, trong đó:
- Mẫu giáo: 16/17 trường đạt chuẩn, chiếm tỷ lệ: 94,47%: MG Sơn Ca, MG Cây Dương, MG Long Thạnh, MG Tân Bình 1; MG Hiệp Hưng; MG Hòa Mỹ; MG Hòa An; MG Hoa Hồng; MG Tân Bình 2, MG Khu CCTU Cần Thơ, MG Bình Thành; MG Hương Sen; MG Phụng Hiệp và MG Phương Phú, MG Tân Long, MG Tân Phước Hưng (đang chờ UBND tỉnh ra quyết định công nhận).
- Tiểu học: 25/34 trường đạt chuẩn, đạt 73,52%, gồm: TH Cây Dương 1, 2; TH Tân Bình 1, 2, 3; TH Phương Bình 1, 2; TH Phương Phú 1,2; TH Thạnh Hòa 1, 2, 3, TH Phụng Hiệp, TH Long Thạnh 2, 3; TH Hòa An 1, 2, 3, 4; TH Búng Tàu; TH Tân Long 1; TH Bình Thành, TH TT Kinh Cùng; TH Tân Phước Hưng và TH Hiệp Hưng 2.
- Trung học cơ sở: 10/13 trường đạt chuẩn, đạt 76,92%, gồm: THCS Thạnh Hòa, THCS Tân Bình; THCS Tây Đô, THCS Phương Phú, THCS Kinh Cùng, THCS Hiệp Hưng, THCS Long Thạnh, THCS Tân Long; THCS Búng Tàu và THCS Bình Thành.[4]

### Y tế
Hoạt động y tế, chăm sóc sức khoẻ nhân dân, y tế dự phòng được chú trọng, kịp thời ngăn chặn, phòng chống hiệu quả dịch bệnh. Cơ sở vật chất, trang thiết bị y tế cơ sở được quan tâm đầu tư, đảm bảo yêu cầu chăm sóc sức khỏe Nhân dân. Thực hiện tốt công tác quản lý hành nghề y dược tư nhân. Tỷ lệ bác sĩ trên 10.000 dân đạt 3,72 bác sĩ; số giường bệnh trên 10.000 dân đạt 9,57 giường. Vận động 170.826 người tham gia bảo hiểm y tế, chiếm tỷ lệ 90% dân số.

## Dân số
Huyện Phụng Hiệp là huyện có diện tích lớn nhất và dân số đông nhất tỉnh Hậu Giang.
Huyện Phụng Hiệp có diện tích 485 km², dân số là 195.355 người, mật độ dân số đạt 388 người/km².
Huyện Phụng Hiệp có tổng diện tích tự nhiên 48.450,4 ha (kết quả kiểm kê đất đai năm 2019), dân số 186.502 người (Niên giám thống kê năm 2020), chiếm 29,88% diện tích và 25,66% dân số của tỉnh, mật độ dân số 385 người/km². Dân số thành thị 21.364 người, chiếm 11,57% dân số huyện, dân số nông thôn 165.138 người, chiếm 88,43% dân số huyện. Tỷ lệ tăng dân số tự nhiên năm 2020 là 5,87‰/năm, mức sinh giảm bình quân 0,05‰/năm. Mặc dù hiện nay trên địa bàn huyện có 3 thị trấn (Cây Dương, Kinh Cùng, Búng Tàu) nhưng tỷ lệ đô thị hoá trên địa bàn huyện rất thấp (11,57%). Dân số hiện nay sinh sống chủ yếu tập trung vào các thị trấn, các xã vùng ven Quốc lộ 1, Quốc lộ 61, ĐT.927, ĐT.928 và các tuyến kênh rạch lớn.
Huyện Phụng Hiệp có diện tích 484,50 km² (48.450,35 ha) và dân số năm 2022 là 186.956 người, trong đó: dân số thành thị là 22.279 người, dân số nông thôn là 164.677 người.
Huyện Phụng Hiệp có diện tích 484,50 km², dân số quy đổi tính đến ngày 31/12/2024 là 260.821 người, mật độ dân số đạt 538 người/km².

## Văn hóa - du lịch
Tiềm năng phát triển du lịch của huyện tương đối phong phú, với nhiều địa điểm nổi bật như:
- Khu di tích Căn cứ Tỉnh ủy Cần Thơ tại xã Phương Bình
- Khu bảo tồn thiên nhiên Lung Ngọc Hoàng tại xã Phương Bình
- Địa điểm thành lập tiểu đoàn Tây Đô
- Khu du lịch Mùa Xuân tại xã Tân Phước Hưng
- Cây Lộc Vừng 300 năm tuổi tại xã Long Thạnh
- Khu du lịch sinh thái Tây Đô tại xã Tân Bình
- Khu du lịch Chày Đạp tại xã Thạnh Hòa
- Khu du lịch tượng đài Tây Đô tại xã Phương Bình.

## Giao thông

### Giao thông đường bộ
Tuyến quốc lộ: hiện đang sử dụng 3 tuyến: Quốc lộ 1, Quốc lộ 61, Quản Lộ - Phụng Hiệp tổng chiều dài khoảng 26 km, mặt đường trung bình 10 - 12m, được trải nhựa, mặt chất lượng tốt.
Các tuyến đường tỉnh: gồm 4 tuyến: ĐT.927, ĐT.927B, ĐT.928, ĐT.928B, tổng chiều dài 42,8 km, rộng từ 3,5 – 5,5m, nền đường 6,5 – 9m.
Các tuyến đường huyện: gồm 8 tuyến, tổng chiều dài 23,8 km, mặt 3,5 – 5m, được trải nhựa hoặc cấp phối.
Giao thông nông thôn: mặt rộng từ 1,5 – 3m, hàng năm đều được nâng cấp, sửa chữa.
Đây cũng là địa phương có hai dự án đường cao tốc Cần Thơ – Cà Mau và đường cao tốc Châu Đốc – Cần Thơ – Sóc Trăng đi qua đang được xây dựng.

### Giao thông thủy
Đóng vai trò khá quan trọng trong quá trình phát triển kinh tế – xã hội của huyện, các tuyến chính: kênh Quản lộ - Phụng Hiệp, kênh Lái Hiếu, kênh Ngang, kênh Bún Tàu, ngoài ra còn có hàng trăm tuyến kênh, rạch nhỏ khá thuận lợi cho lưu thông hàng hóa.